# Sanklen
Sanklen är en ö i Finland. Den ligger i Bottenhavet och i kommunen Nystad i den ekonomiska regionen  Nystadsregionen i landskapet Egentliga Finland, i den sydvästra delen av landet. Ön ligger omkring 81 kilometer nordväst om Åbo och omkring 230 kilometer väster om Helsingfors.
Öns area är 0,3 hektar och dess största längd är 80 meter i sydväst-nordöstlig riktning.